# 경남국제외국인학교
경남국제외국인학교(Gyeongnam International Foreign School)는 경상남도 사천시에 있는 외국인학교이다. 현재 유치원부터 고등학교까지의 과정을 운영하고 있다.

## 연혁
- 2004년 1월 1일 : 개교